# Arrondissement Verviers
Arrondissement Verviers (francouzsky: Arrondissement de Verviers; nizozemsky: Arrondissement Verviers; německy: Bezirk Verviers) je jeden ze čtyř arrondissementů (okresů) v provincii Lutych v Belgii.
Obce okresu Verviers, které spadají pod Francouzské společenství Belgie, patří soudnímu okresu Verviers. Obce Německojazyčného společenství patří k samostatnému soudnímu okresu Eupen.

## Obyvatelstvo
Počet obyvatel k 1. lednu 2017 činil 286 723 obyvatel. Rozloha okresu činí 2 016,22 km², a tak je okres Verviers největší v Belgii.

## Obce
Okres Verviers sestává z těchto obcí:
- Amel
- Aubel
- Baelen
- Büllingen
- Burg-Reuland
- Bütgenbach
- Dison
- Eupen
- Herve
- Jalhay
- Kelmis
- Lierneux
- Limbourg
- Lontzen
- Malmedy
- Olne
- Pepinster
- Plombières
- Raeren
- Sankt Vith
- Spa
- Stavelot
- Stoumont
- Theux
- Thimister-Clermont
- Trois-Ponts
- Verviers
- Waimes
- Welkenraedt